# Hard rock
Hard rock – gatunek muzyki rockowej powstały na przełomie lat 60. i 70. XX wieku, wywodzący się z bluesa i rock and rolla.

## Historia
Pionierami tego gatunku były zespoły takie jak: Black Sabbath, Blue Cheer, Blind Faith, Cream, Deep Purple, Iron Butterfly, Led Zeppelin, MC5, Steppenwolf, Vanilla Fudge, The Who, The Doors, The Jimi Hendrix Experience, The Rolling Stones, Ten Years After, Janis Joplin i Big Brother and The Holding Company, Quicksilver Messenger Service, Jefferson Airplane, Free, Hawkwind, The Kinks, Syd Barrett i Pink Floyd we wczesnym okresie działalności, Grateful Dead. Niektórzy do grona pionierów hard rocka wliczają również zespół The Beatles w późniejszym etapie działalności (lata 1966–1970).
W latach 70. pojawili się wykonawcy tacy jak: AC/DC, Aerosmith, Alice Cooper, Kiss, Queen, Slade, Budgie, UFO również Uriah Heep czy Rush, zaś w 80., w okresie świetności gatunku, powstało ich wiele więcej, spośród których największą popularność zdobyli: Bon Jovi, Def Leppard, Guns N’ Roses, Twisted Sister, Van Halen.

## Charakterystyka
Cechami charakterystycznymi hard rocka, w porównaniu z wcześniejszym gatunkami rocka, są:
- ostre brzmienie, oparte na przesterowanych gitarach elektrycznych, niekiedy grających w duetach i imitujących siebie
- pełne energii brzmienie sekcji rytmicznej (gitara basowa, perkusja)
- agresywne, często surowo brzmiące wokale

Hardrockowy utwór ma zwykle ustaloną formę, składającą się z następujących po sobie elementów:
1. wstęp instrumentalny (intro)
2. pierwsza zwrotka
3. refren
4. solo – najczęściej gitarowe, rzadziej na instrumentach klawiszowych
5. refren
6. druga zwrotka
7. refren
8. coda

Równie często utwór ma uproszczoną strukturę:
1. Intro
2. pierwsza zwrotka
3. refren
4. druga zwrotka
5. refren
6. solo
7. refren (zazwyczaj wydłużony)

Z muzyki hardrockowej wyewoluował gatunek heavy metal, posiadający podobne cechy. Niekiedy oba terminy traktowane są jako synonimy, choć zwykle uznaje się, że hard rock ma delikatniejsze brzmienie niż heavy metal. Heavy metal na ogół grany jest też szybciej i bardziej agresywnie. Heavy metal oparty jest podobnie jak acid rock i hard rock na pentatonice wziętej z bluesa, ale struktura utworów rzadko nawiązuje do dwunastotaktowej formy wczesnego rock and rolla i rocka (Led Zeppelin, Metallica). Akompaniament i akordy bazują na prymie, kwarcie i kwincie ze względu na bardzo przesterowany, pełen alikwotów, dźwięk gitar. Solówki, głównie oparte na pentatonice, są bardzo ekspresyjne i wykonywane w niezwykle szybkim tempie. Wielu gitarzystów tego gatunku jest wirtuozami w swej dziedzinie. Równolegle około roku 1976 pojawił się bardzo ostro grany punk rock. Jednakże w przeciwieństwie do heavy metalu jego linie melodyczne i struktura akordów zupełnie odbiegają od skali bluesowej. W szerszym sensie hard rock jest identyfikowany jako wszystkie style „twardej” muzyki rockowej, w odróżnieniu od soft rocka – rocka miękkiego.